# Баканаський сільський округ
Бакана́ський сільський округ (каз. Бақанас ауылдық округі, рос. Баканасский сельский округ) — адміністративна одиниця у складі Балхаського району Алматинської області Казахстану. Адміністративний центр — село Баканас.
Населення — 6689 осіб (2021; 5461 у 2009, 5943 у 1999, 7302 у 1989).
Станом на 1989 рік існувала Баканаська сільська рада (село Баканас), село Бояули перебувало у складі Міялинської сільради, село Ушжарма — у складі Акдалинської сільради.

## Склад
До складу округу входять такі населені пункти:
| Населений пункт  | Стара назва | Населення, осіб (1989) | Населення, осіб (1999) | Населення, осіб (2009) | Населення, осіб (2021) |
| ---------------- | ----------- | ---------------------- | ---------------------- | ---------------------- | ---------------------- |
| Баканас, село    | -           | 6642                   | 5417                   | 5004                   | 6280                   |
| --Ботанічний сад | -           | -                      | -                      | -                      | 8                      |
| Бояули, село     | -           | 268                    | 196                    | 161                    | 214                    |
| Ушжарма, село    | -           | 392                    | 330                    | 296                    | 187                    |